# Laurence Lacour
Pour les articles homonymes, voir Lacour.
Laurence Lacour, née le 3 mars 1957 à Orléans (Loiret), est une journaliste, écrivaine et éditrice française.

## Biographie
Au milieu des années 1980, après avoir travaillé à La République du Centre puis à Radio France, elle est correspondante d'Europe 1 pour l'Est de la France et couvre notamment l'affaire Grégory.
En 1993, elle publie Le Bûcher des innocents, livre dans lequel elle dénonce notamment l'incroyable dérive médiatique de l'affaire, phénomène dont elle montre que, pour elle, la responsabilité incombe pour une part au journaliste multicarte Jean-Michel Bezzina (1942-2001) et à celle qui était son épouse à l'époque, Marie-France Lefèvre, lesquels, profitant de l'incompétence de Jean-Michel Lambert, le juge d'instruction, et agissant de concert avec l'avocat Gérard Welzer et le commissaire principal Jacques Corazzi, chargé de l'enquête sur la mort de Grégory Villemin à partir de février 1985, imposent sur RTL et dans huit autres médias nationaux comme Le Figaro, France-Soir, Le Parisien ou encore Le Quotidien de Paris, auxquels le couple collabore, la thèse de la mère infanticide. Jean-Michel Bezzina, qui lui avait intenté un procès en diffamation, a été débouté par le tribunal de grande instance de Paris. Sa femme, qui avait porté plainte de son côté pour les mêmes raisons, est, elle aussi, déboutée en 1996 par le tribunal de grande instance de Nancy.
Laurence Lacour est depuis 2012 éditrice aux éditions des Arênes.
Le 1er janvier 2011, elle est nommée chevalier de la Légion d'honneur.
Depuis 2013, elle est porte parole, avec Pierre-Yves Schneider (d) jusqu'à la disparition de celui-ci fin 2020, de l'association « Les Amis de Ghislaine Dupont », journaliste tuée au Mali et qui était son amie depuis le début des années 1980.

## Ouvrages
- Le Bûcher des innocents : l'affaire Villemin : coulisses, portraits, preuves, engrenages, correspondances, choses vues, Paris, Plon, 1993, 677 p. (ISBN 2-259-02035-6).
- Le Bûcher des innocents : enquête, Paris, Les Arènes, 2006, 892 p. (ISBN 978-2-35204-507-6) [édition refondue et augmentée de l'ouvrage précédent. Réimpression en 2016].
- Le Chant sacré : une histoire du sang contaminé Tome 1, 1955-1983, Paris, Stock, 2008, 617 p. (ISBN 978-2-234-04815-7).
- Jendia, jendé : tout homme est homme : sur le chemin de Compostelle, Paris, Bayard, 2003 (ISBN 978-2-227-13905-3).

Direction et édition d'ouvrages collectifs
- Florent Chapel et Sophie Le Callennec (préf. Josef Schovanec), Autisme : la Grande enquête, Paris, Les Arènes, 2016, 242 p. (ISBN 978-2-35204-494-9).
- Charlotte Bienaimé, Féministes du monde arabe : enquête sur une génération qui change le monde, Paris, Les Arènes, 2016, 293 p. (ISBN 978-2-35204-434-5).
- Une année (formidable !) en France : 100 portraits de Français d'aujourd'hui, Paris, Le Monde, Les Arènes, 2012, 631 p. (ISBN 978-2-35204-207-5).